# Фастовська Іда Йосипівна
Фастовська Іда Йосипівна (25 вересня 1922, м. Сміла Черкаської обл., Україна — 22 січня 2006, м. Регенсбург, Німеччина) — архівіст, філолог.

## Життєпис
Іда Йосипівна Фастовська народилась 25 вересня 1922 року в м. Сміла. Під час Другої світової війни працювала секретарем сільради, в колгоспі, райвно перебуваючи в евакуації в Сталінградській та Західно-Казахстанській області. У 1948 році закінчила літературний факультет Ніжинського державного педагогічного інституту.
З 1946 р. по 1984 р. обіймала посади старшого наукового співробітника, начальника відділу Держархіву Чернігівської області.

## Наукова діаяльність
Іда Йосипівна була співупорядником путівника «Черниговский областной государственный архив и его филиалы в городах Нежине и Прилуках» (1963), збірників архівних документів і матеріалів:
- «Борьба трудящихся Черниговщины за власть Советов: 1917—1919: К 40-летию Великой Октябрьской социалистической революции» (1957),
- «Плечом к плечу. Пліч-о-пліч. Плячо у плячо: Сборник документов о боевом содружестве трудящихся Брянской, Гомельской, Черниговской областей в годы гражданской (1918—1920) и Великой Отечественной (1941—1945) войн» (1972),
- «В боях за освобождение Черниговщины: Подборка документов» (1975),
- «Черниговщина в годы гражданской войны: 1919—1920» (1975), «Черниговщина в период революции 1905—1907 гг. Подборка документов» (1975),
- «Черниговщина фронту: Подборка документов» (1975),
- «Реформа 1861 г. и крестьянское движение на Черниговщине: Подборка документов» (1976),
- «Під прапором Жовтня: Соціалістичні перетворення на Чернігівщині за роки Радянської влади: Добірка документів» (1977),
- «Черниговщина в период Великой Отечественной войны 1941—1945 гг.» (1978),
- «Сила братства: О дружбе и сотрудничестве трудящихся Брянской, Гомельской и Черниговской областей: 1946—1977» (1980).

Автор статей в галузевих і періодичних виданнях, методичних матеріалів з питань використання та публікації архівних документів, лекцій за архівними документами.

### Праці
- Використання документів у читальному залі Чернігівського облдержархіву // Архіви України. — 1972. — № 2. — С. 35–38 (у співавт.)
- Публікація документів Чернігівського обласного державного архіву в періодичних виданнях // Архіви України. — 1975. — № 6. — С. 66–73 (у співавт.)
- Революційні події на Чернігівщині під час першої російської революції // Архіви України. — 1976. — № 2. — С. 50–53
- Заочна конференція дослідників Чернігівського облдержархіву // Архіви України. — 1977. — № 2. — С. 93–94.